# Stellantis North America
FCA US, LLC, cuyo nombre comercial es Stellantis North America y conocida históricamente como Chrysler, es un grupo automovilístico estadounidense propiedad de la multinacional Stellantis. El mismo fue constituido sobre la base de la Chrysler Corporation original, fundado en 1925 y que tuvo una importante presencia en la historia de la industria automotriz de los Estados Unidos, conformando el grupo de los Tres Grandes de Míchigan. Su sede se encuentra en Auburn Hills, Míchigan, Estados Unidos. Tras la toma del control de Chrysler LLC por parte de Fiat, el grupo norteamericano se constituyó como una unidad interna de FCA, junto a su par FCA Italy. En 2021 y tras la fusión de iguales entre FCA y el francés Groupe PSA, se creó el conglomerado Stellantis del cual FCA US pasó a ser una unidad interna.
Fue fundado por Walter Percy Chrysler en 1925, bajo el nombre de Chrysler Corporation y surgió como resultado de fusionar la Maxwell Motors con la Automóviles Chalmers, ambas adquiridas por Chrysler.
A lo largo de su historia, la Chrysler Corp. Comercializó automóviles bajo su marca propia y fundó marcas como Plymouth o DeSoto. Al mismo tiempo, tomó acciones decisivas en el mercado automotor al adquirir posteriormente, marcas como Dodge y Fargo Trucks o grupos automovilísticos como el Grupo Rootes o la American Motors Corporation. De esta última logró rescatar a la marca Jeep.
Los inconvenientes financieros también estuvieron presentes, dejando al grupo al borde de la bancarrota en más de una oportunidad. La última situación se sucedió en 2007, luego del fracaso de la alianza con Daimler AG, tras la cual fue vendido al grupo inversor Cerberus Capital, quienes lo redenominaron como Chrysler LLC. Tras la crisis financiera de 2009, Chrysler se acogió a la Ley de Quiebras, siendo rescatado por un grupo inversor formado entre otros por el Gobierno de los Estados Unidos y Fiat. Finalmente, en 2014 Fiat anunció la adquisición total de los activos de Chrysler y la creación de un nuevo grupo automovilístico llamado Fiat Chrysler Automobiles. Una vez constituido este grupo, el mismo fue dividido en dos unidades, de las cuales la ex-Chrysler Corporation mantuvo sus posesiones y marcas, pasando a ser conocida como FCA US.

## Historia
DaimlerChrysler fue la tercera empresa automovilística más grande del mundo, tenía su sede en Alemania, y agrupaba varias de las empresas más importantes, entre ellas producía las marcas Chrysler, Dodge y Jeep. El 17 de mayo de 2007 DaimlerChrysler anunció la venta del 80,1% de Chrysler a la firma Cerberus Capital Management, LP por un valor de 5.500 millones de euros. A fines de 2007 Chrysler cambia de manos, y la empresa alemana cambió su nombre a Daimler AG pero conservando aún el 19,9% de las acciones.
El 6 de agosto de 2007, tras el anuncio de la venta de acciones a Cerberus, Chrysler Corporation LLC, dio a conocer un nuevo logotipo y lanzó su nueva página web. Robert Nardelli asumió como Presidente y CEO bajo la propiedad de Cerberus.

### Chrysler se acoge a la Ley de Quiebras
Chrysler suspendió pagos el 30 de abril de 2009, tras fracasar las negociaciones entre el tesoro estadounidense y los acreedores de la empresa de automoción que no aceptaban una disminución de sus cuentas por cobrar para poder recibir ayuda del tesoro. La firma de Míchigan se acogió al capítulo 11 de la ley de quiebras, al no disponer de fondos con los que financiarse.
Este proceso consumó el acuerdo con el grupo automovilístico italiano Fiat S.p.A., iniciando una nueva alianza entre ambos grupos.
Sin embargo, el contexto económico mundial, sumado a la frágil situación financiera en la cual Chrysler se vio sumergida por sus nuevos dueños (el grupo inversor Cerberus Capital) tras la caída de la alianza con Daimler AG, provocó que Chrysler se acogiese a la Ley de Quiebras, siendo su control asumido por el Gobierno de los Estados Unidos. Para ese momento, Fiat había adquirido el 20% de las acciones de Chrysler, con posibilidad de ascender al 35%, una vez que Chrysler haya cumplido sus obligaciones.
Del resto de las acciones, un 55% pasó a ser controlado por la Union Auto Workers (UAW), a través de su Fondo de Prestaciones Médicas para Jubilados. Por otra parte, un 8% quedó en poder del Departamento del Tesoro de los Estados Unidos, mientras que un 2% lo controló el Gobierno de Canadá. Cada porcentaje reflejaba la cuota de participación de cada accionista, quienes detentaron tales acciones hasta el momento en que se cumplieron las condiciones que permitieron a Fiat aumentar su participación.
Tras el reparto de las acciones de Chrysler, se dispuso la creación de un Consejo Directivo para continuar con las actividades de Chrysler. El mismo estuvo compuesto por tres representantes de Fiat (entre ellos Sergio Marchionne, por ese entonces CEO de Fiat), cuatro por el Departamento del Tesoro Norteamericano, uno por el Gobierno de Canadá y uno por el Fondo de Prestaciones Médicas para Jubilados de la UAW. A partir de allí, lo que anteriormente se conocía como Chrysler Corporation fue reorganizado y constituido como Chrysler Group LLC.
La maniobra de salvataje efectuada por Fiat consistió en la toma inicial de un 20% de las acciones, a las que se sumó posteriormente un 15% adicional después de transferir parte de sus tecnologías verdes, motores, transmisiones y plataformas. Adicionalmente al haber devuelto en el periodo comprendido entre 2011 y 2017 los créditos solicitados al gobierno para su reestructuración, Fiat Group tomó un 16% adicional a un precio previamente convenido, logrando luego acceder al 61,8% de las acciones de Chrysler Group LLC. Las negociaciones continuaron hasta que en enero de 2014, el entonces CEO de Fiat Sergio Marchionne anunció la adquisición total de Chrysler por parte de Fiat y la posterior constitución de un nuevo grupo automovilístico mundial que pasó a ser conocido como Fiat Chrysler Automobiles, fijando domicilio legal en los Países Bajos. Sin embargo, a pesar estar este grupo controlado en su totalidad por la familia Agnelli, el mismo fue dividido en dos unidades diferenciadas, siendo lo que anteriormente fue conocido como Fiat Group redenominado como FCA Italy y destinado principalmente a atender la presencia de Fiat en el mercado europeo y de otras regiones como Asia y Sudamérica, mientras que lo que anteriormente fue conocido como la Chrysler Corporation, Chrysler LLC o Chrysler Group LLC, fue agrupado en una segunda unidad interna que fue conocida como FCA US y su presencia se limita al mercado norteamericano.

## Resumen histórico

### Cronología
- 1904: Jonathan Dixon Maxwell y Benjamin Briscoe fundan la Maxwell-Briscoe Company en North Tarrytown, Nueva York.
- 1908: El industrial Roy Chapin adquiere los activos de la ER Thomas Motor Company y convoca al empresario Hugh Chalmers para ser su socio. Juntos organizan y constituyen su propia compañía, denominándola como Chalmers Motor Company.
- 1909: Como parte de sus negocios personales, Benjamin Briscoe crea la United States Motor Company, un holding creado con el objetivo de brindar soporte financiero a compañías con problemas económicos, sin que sus dueños perdiesen su control. La compañía no subsiste a los embates de los bancos, por lo que se declara en quiebra en 1912.
- 1913: Walter Flanders adquiere los activos de la Maxwell-Briscoe y de la United States Motor Company. Fusionando ambas compañías, las reorganiza como la Maxwell Motor Company, Inc.
- 1919: Por inconvenientes financieros entre ambas partes, Maxwell y Chalmers unifican su producción para sobrellevar la crisis posguerra.
- 1920: Los problemas financieros se agravan para la Maxwell-Chalmers. El Chase National Bank, contrata a Walter Percy Chrysler para intervenir financieramente en la compañía.
- 1922: Maxwell absorbe definitivamente a Chalmers por 2 millones de dólares. Aun así, la crisis se agudiza para la compañía.
- 1923: Walter Chrysler adquiere los activos de Maxwell y comienza a reorganizarla como una nueva empresa.
- 1924: Se cancela y sustituye la producción de vehículos Chalmers, creándose el Chrysler Six, el primer vehículo con la marca Chrysler.
- 1925: Walter Chrysler termina de adquirir la totalidad de la Maxwell Motor Company, constituyendo la Chrysler Corporation Inc.
- 1928: Con el objetivo de ofrecer nuevas variantes en el mercado, Chrysler funda las marcas DeSoto (automóviles de precio medio) y Plymouth (automóviles de alta gama). Más tarde, adquirió los derechos de la marca Fargo Trucks (fundada en 1920) para relanzarla.
- 1928: En este mismo año, Chrysler adquirió del banco de inversión Dillon Read & Co. los activos de la desaparecida Dodge Brothers Inc., convirtiéndola en la que sería con el correr de los años, su marca insignia en materia deportiva. La adquisición incluyó también en el paquete la marca Graham Brothers, la cual había sido adquirida por los hermanos Dodge en 1924.
- 1929: Se cancela la producción de vehículos con la marca Graham Brothers.
- 1932: Comienza el montaje por CKD de las primeras unidades de automóviles de la Chrysler Corp. en Argentina por parte del importador Fevre y Basset SA. Esta empresa fundada en 1916, ya operaba importando unidades de la ex-Dodge Brothers.
- 1938: El 31 de octubre se funda Fábricas Automex, con planta de ensamble localizada en la calle de Lago Alberto, en la Ciudad de México, posibilitando el desembarco de Chrysler en México.
- 1945: Se funda en Brasil la Companhia Distribuidora Geral Brasmotor, primer importador de Chrysler para dicho país. Dos años después, comienzan las operaciones de ensamble por CKD de modelos Chrysler, Dodge y Fargo.
- 1955: A pesar de haber utilizado esta nomenclatura desde 1926, en 1955 se lanza la marca Imperial como marca de autos de alta gama. La misma se mantiene activa hasta 1975, pero es reflotada brevemente entre los años 1981 y 1983.
- 1959: Se constituye en Argentina la Chrysler-Fevre Argentina S.A., sobre la base del antiguo importador Fevre y Basset SAIC Ltda.
- 1961: Finaliza la producción de la marca DeSoto.
- 1963: Chrysler firma un acuerdo con el fabricante español Barreiros para el montaje y comercialización de modelos del grupo en España. En el mismo año, ingresa en el reparto accionarial de la empresa francesa Simca.
- 1964: Muere Henri Pigozzi, fundador de Simca. Chrysler se convierte en accionista mayoritario de la emblemática firma francesa.
- 1967: Chrysler expande aún más las fronteras de sus negocios, constituyendo la Chrysler Europe, tras absorber los activos del Grupo Rootes. Con esta adquisición, pasan a formar parte de la Chrysler Corp. Las marcas Hillman y Sunbeam. Al mismo tiempo, asume por completo el control de la filial brasileña de Simca, constituyendo la Chrysler do Brasil y concretando el segundo desembarco en tierras brasileñas, tras su alianza con el importador Brasmotor en los años 1950.
- 1968: Se inaugura la planta de ensamble de Chrysler Corp. en Toluca, México, comenzando la producción de los primeros Chrysler Mexicanos.
- 1972: Finaliza la producción de la marca Fargo.
- 1979: Una serie de problemas financieros de años anteriores, provoca que Chrysler se deshaga de su filial de Europa vendiendola al fabricante francés Peugeot. La empresa recurre al empresario Lee Iacocca para hacerse cargo de la presidencia, en un intento por obtener recursos para evitar la quiebra.
- 1980: En consonancia con lo ocurrido en Europa, Volkswagen adquiere las filiales argentina y brasileña de Chrysler. En el primer caso, la transacción posibilitó el ingreso de la marca alemana a la Argentina, donde se mantuvo la producción del modelo Dodge 1500, el cual posteriormente mutaría a Volkswagen. En el segundo caso, Volkswagen tomó el control y mantuvo la producción de la línea Chrysler, hasta la constitución en 1981 de la Volkswagen Caminhões e Ónibus. Por otra parte, en Francia, Peugeot elimina a la emblemática marca Simca y la suplanta por la marca Talbot.
- 1981: Se lanza la minivan Chrysler Caravan y los automóviles Omni y Horizon, los cuales se convierten en éxitos comerciales y en íconos de la recuperación financiera de la compañía.
- 1984: Se inaugura la planta de motores de Saltillo, México.
- 1987: A pesar de su salida del mercado europeo, Chrysler patea el tablero y adquiere al fabricante italiano de superdeportivos Lamborghini. Bajo su administración, Chrysler hace incursionar a Lamborghini en la Fórmula 1 como proveedor de motores, hasta su venta definitiva en 1994 a un grupo inversor. Al mismo tiempo y tras haber sido adquirida en un gran porcentaje por Renault, la American Motors Corporation es completamente absorbida por Chrysler. Sobreviven las marcas AMC y Jeep.
- 1988: Luego de su adquisición por parte de Chrysler, se sustituye la producción de la marca AMC por la marca Eagle.
- 1994: Se pone en funcionamiento la planta de estampado en la fábrica de Toluca, convirtiéndose en la más importante de Chrysler en México y la más grande fuera de los Estados Unidos.
- 1995: Tras 15 años de ausencia, se anuncia el retorno de Chrysler al mercado argentino, con la producción de las camionetas Jeep Cherokee y Grand Cherokee. En este mismo año, se agrega a la fábrica de Saltillo las plantas de pintura y manufactura.
- 1997: Se agrega a la fábrica de Saltillo la planta de estampado, siendo la segunda planta de producción 100% mexicana.
- 1998: Se produce un nuevo hito en la historia de Chrysler, al fusionarse con Daimler-Benz y constituir la DaimlerChrysler AG. Finaliza la producción de la marca Eagle. En este mismo año, se reabre la producción de Chrysler en Brasil con la fabricación de la Pick-Up Dodge Dakota.
- 2000: Se produce la fusión de las actividades de Daimler-Benz y Chrysler en Argentina, concentrando la producción en la planta de la primera en Virrey del Pino, una maniobra que resultaría perjudicial para Chrysler, ya que le restaría presencia en el mercado argentino.
- 2002: Finaliza la producción de la Dodge Dakota en Brasil.
- 2007: Se desintegra la alianza DaimlerChrysler, constituyéndose Daimler AG. El paquete accionario de Chrysler es vendido al grupo inversor Cerberus Capital Management, quienes crean sobre su base la Chrysler LLC.
- 2009: Debido a la crisis económica mundial y a la pésima administración del fondo buitre Cerberus, Chrysler se acoge al artículo 11 de la Ley de Quiebras, solicitando ayuda al Gobierno de los Estados Unidos. Cerberus es despojada del control de Chrysler y se forma un nuevo directorio con el Gobierno estadounidense al frente y con participación de Fiat S.p.A., bajo el nombre de Chrysler Group LLC. Fiat adquiere un 20% de las acciones de Chrysler, con posibilidad de aumentar su participación.
- 2009: En su primera intervención como accionista mayoritario, Fiat propone independizar a la división camiones de Dodge bajo una nueva marca, tomando a la camioneta Ram como base fundacional. De esta forma, se crea la marca Ram Trucks, volviendo a contar con una marca exclusiva de camiones tras la desaparición de la marca Fargo en 1972.
- 2011: Tras cumplir con algunos de los intereses y obligaciones adquiridos por Chrysler, Fiat aumenta su participación al 62%. Comienzan las primeras acciones de intercambio de tecnología entre ambos grupos. En este mismo año, la planta de Toluca se reformula para producir el Fiat 500 para su venta en los mercados de México y los Estados Unidos.
- 2014: El entonces CEO de Fiat, Sergio Marchionne, anunció la adquisición total y definitiva de la Chrysler Group LLC, por parte de Fiat S.p.A. Como resultado, se constituye un nuevo grupo automovilístico que fue llamado Fiat Chrysler Automobiles, fijando su domicilio legal en los Países Bajos. Las marcas y filiales anteriormente agrupadas en la ex-Chrysler Corp., se constituyen en una unidad interna conocida desde entonces como FCA US LLC.

- 2021: Se produce a nivel mundial la fusión por partes iguales de Fiat Chrysler Automobiles con el francés Groupe PSA (matriz de los fabricantes Peugeot y Citroën), constituyéndose el conglomerado mundial Stellantis. FCA US cambia nuevamente su denominación, pasando a conocerse como Stellantis North America LLC.

## Marcas del Grupo

### Actuales
- Chrysler[18][19]
- Dodge
- Jeep
- Ram Trucks
- Mopar[20]
- SRT
- Global Electric Motorcars

### Anteriores
- Fargo Trucks (1920–1972), adquirida en 1928
- DeSoto (1928–1961)
- Plymouth (1928–2001)
- Imperial (1955–1975; 1981–1983)
- Grupo Rootes, adquirido en 1967 y vendido a Peugeot en 1979

* Sunbeam (1901–1976)
* Hillman (1907–1976)
* Simca (1934–1977), adquirida en 1964 y fusionada con Rootes
- American Motors Corporation (1954–1988), adquirida en 1987
- Eagle Cars (1988–1998)
- Lamborghini (1987–1994)